# Valady, Aveyron
 Valady là một xã ở tỉnh Aveyron, thuộc vùng Occitanie ở miền nam nước Pháp.